# Jerzy Kruszczyński
Jerzy Kruszczyński pseud. Kruchy (ur. 27 czerwca 1958 w Szczecinie) – polski piłkarz, napastnik; reprezentant Polski juniorów, członek reprezentacji olimpijskiej w sezonie 1983/1984.

## Życiorys
W barwach gdańskiej Lechii zdobywca Superpucharu Polski w 1983 roku i król strzelców II ligi w sezonie 1983/84. W barwach Lecha Poznań zdobywca Pucharu Polski w 1988 roku. Posiadacz własnej gwiazdy na stadionie Lechii Gdańsk przy ul.Traugutta. Obecnie mieszka w Szwecji gdzie trenuje żeńską drużynę piłkarską.
Strzelec historycznej, pierwszej bramki w rozgrywkach Superpucharu. Strzelił też bramkę Juventusowi Turyn, w barwach Lechii, oraz Barcelonie, w barwach Lecha, w Pucharze Zdobywców Pucharów.